# Preljina
Preljina (Servisch cyrillisch Прељина) is een plaats in de Servische gemeente Čačak. De plaats telt 1801 inwoners (2008).